# Георги Кенков
Георги (Гаки, Гако) Димитров Кенков е български революционер, деец на Вътрешната македоно-одринска революционна организация.

## Биография
Кенков е роден в 1867 година в костурското село Косинец, тогава в Османската империя, днес Йеропиги, Гърция. Брат е на Лазар Кенков. Баща му Димитър Кенков е кмет на Косинец, който след убийството на жандармерийския чаушин Зюлфу в кулите при Бей бунар в 1902 година, е арестуван заедно с Янаки Палчев и изтезаван. Затворен е в Корча, където след една година умира. В 1897 година заминава за България. Връща се в Македония в 1900 година, влиза във ВМОРО и става селски войвода. Участва в сражението при Локвата и Виняри, за което е награден с медал, а след това в Илинденско-Преображенското въстание през лятото на 1903 година. Сражава се и на новия фронт срещу четите на гръцката пропаганда. На 3 май 1907 година след като селяните заминават на гурбет в чужбина, 320 членна гръцка чета, ръководена от капитаните Янис Критикос и Христос К. Мицос отсяда в Кърчища, където местният гъркоманин Пандо Гачко я снабдява с турски дрехи и след това през деня водена от куриера Спиро Влаха напада Косинец. Кенков и Дельо Марковски се разполагат в една къща, Гюто (Йото) Стасков и Митре Пировски във втора, а малкото братче на Марковски Кръсто - в трета и петимата отблъскват андартите, които привечер се оттеглят с 20 души жертви.
В 1913 година е Кенков арестуван от новите гръцки власти и затворен до 1916 година. След това е доброволец в българската армия.
Умира през 1932 година в Билища.